# اثر ترموالکتریکی

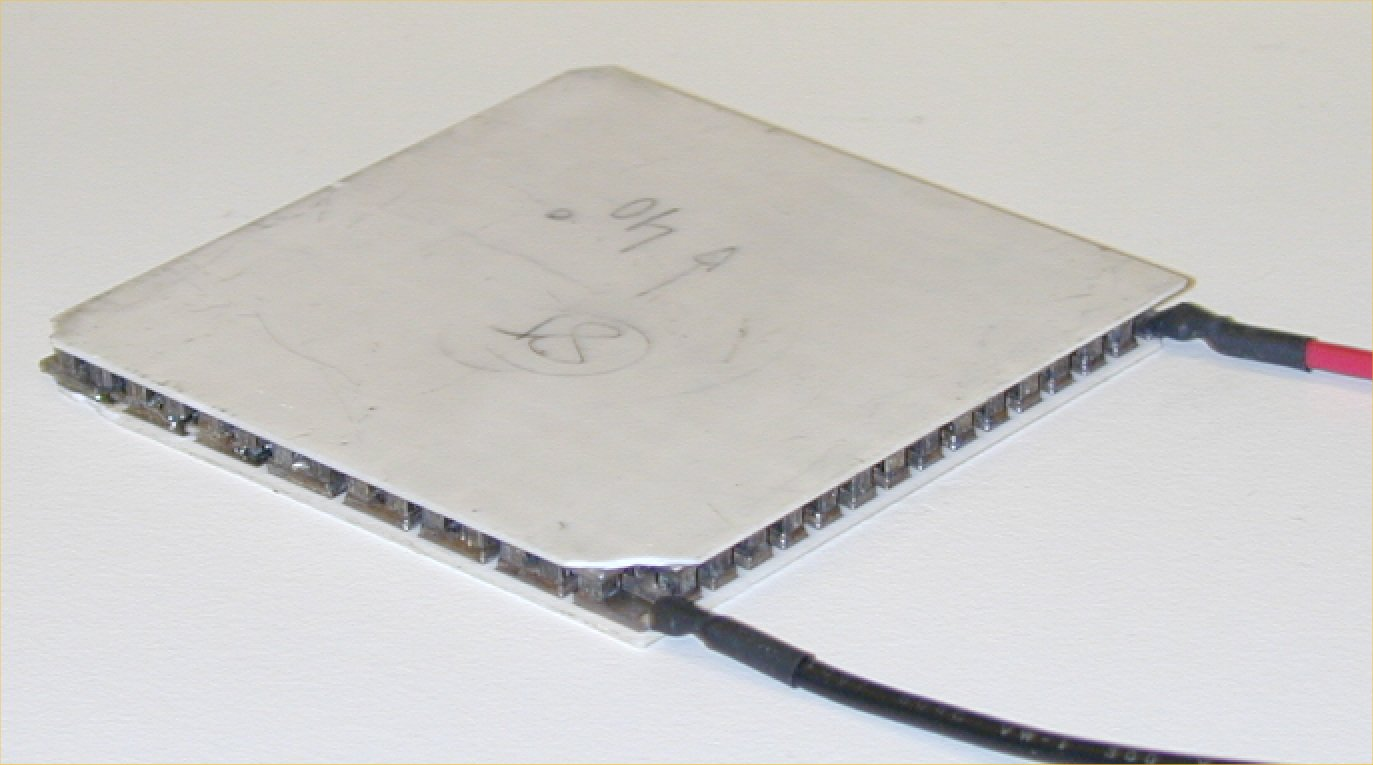
المنت پلتیه ۱۶*۱۶

اثر گرمابرقی یا اثر ترموالکتریک تبدیل مستقیم اختلاف دما به ولتاژ الکتریکی یا برعکس آن توسط ترموکوپل است. یک دستگاه گرمابرقی وسیله‌ای است که در صورت وجود اختلاف دما در دو سر آن، یک اختلاف پتانسیل پدیدمی‌آورد. متقابلاً، در صورت اعمال ولتاژ به دو سر آن، حرارت از سمتی به سمت دیگر حرکت می‌کند و اختلاف دما ایجاد می‌شود. در ابعاد اتمی، گرادیان دمای اعمال شده سبب می‌شود تا حامل‌های بار در ماده از قسمت گرم به قسمت سرد حرکت کنند.
این اثر در تولید الکتریسیته و محاسبه دمای اجسام یا تغییر دمایشان کاربرد دارد. چون جهت گرم شدن و سرد شدن با قطبش ولتاژ اعمال شده رابطهٔ مستقیمی دارد، دستگاه‌های گرمابرقی می‌توانند به عنوان کنترلگرهای دما نیز به کار روند.
عبارت اثر ترموالکتریک شامل سه اثر شناخته‌شده مجزا است: اثر سیبِک، اثر پلتیه و اثر تامسون.
اثر سیبک و پلتیه بیان‌های متفاوت از یک فرایند فیزیکی یکسان هستند؛ ممکن است از این فرایند فیزیکی در کتاب‌ها به عنوان اثر زبک-پلتیر یاد شود. (جدایی این دو اثر ناشی از کشف‌های مستقل توسط فیزیکدان فرانسوی ژان شارل آتاناز پلتیه و فیزیکدان آلمانی توماس یوهان سیبک است). اثر تامسون تعمیمی از اثر پلتیر-سیبک می‌باشد که توسط لرد کلوین اعتبار یافته‌است.
گرمایش ژول، گرمایی که در زمان عبور جریان از یک مقاومت ایجاد می‌شود به‌طور کلی اثر ترموالکتریک نامیده نمی‌شود. اثرهای پلتیه-زبک و تامسون از نظز ترمودینامیکی بازگشت‌پذیر هستند، حال آنکه گرمای ژول بازگشت‌پذیر نمی‌باشد.

## اثر سیبِک
اثر سیبِک بیانگر اختلاف پتانسیل الکتریکی است که در نتیجه گرادیان دما به وجود می‌آید. برای دو ماده مختلف، ترموکوپل اختلاف پتانسیل دو قسمت سرد و گرم را محاسبه می‌کند. این اختلاف پتانسیل با اختلاف دمای دو نقطه از دو ماده، رابطهٔ مستقیم دارد. آلساندرو ولتا دانشمند ایتالیایی اولین کسی بود که به این مفهوم در سال ۱۷۹۴ پی برد. نام این اثر برگرفته از نام فیزیکدانی آلمانی به نام توماس یوهان سیبک است که در سال ۱۸۲۱ این اثر را مجدداً کشف کرد. او مشاهده کرد که در یک مدار بسته شامل دو فلز متفاوت با اختلاف دما، سوزن قطب‌نما منحرف می‌شود. این به دلیل تفاوت سطح انرژی الکترون‌ها در مواد مختلف است که منجر به ایجاد اختلاف پتانسیل و در نتیجه جریان الکتریکی و میدان مغناطیسی می‌شود. سیبِک متوجه وجود جریان الکتریکی نشد و به همین دلیل نام این اثر را «مغناطیس حرارتی» گذاشت. فیزیکدان دانمارکی هانس کریستین اورستد بود که نام این اثر را اصلاح کرد.
اثر سیبِک یک مثال کلاسیک از نیروی محرکه الکتریکی است که منجر به اندازه‌گیری ولتاژ و جریان به همان شیوه می‌شود. چگالی جریان وابسته به موقعیت به شکل زیر محاسبه می‌شود:
{\displaystyle J=\sigma (-\nabla V+E_{emf})}
در این فرمول، V ولتاژ محل مورد نظر و {\displaystyle \sigma } هدایت الکتریکی است. به‌طور کلی می‌توان اثر سیبِک را با تولید یک میدان محرکهٔ الکتریکی تعریف کرد:
{\displaystyle E_{emf}=-S\nabla T}
در این فرمول، S ضریب سیبک، یکی از ویژگی‌های ماده مورد نظر، و {\displaystyle \nabla T} گرادیان دما است.

## اثر پِلتیِه

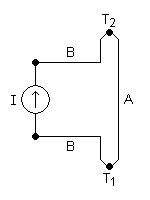
مداری جهت نمایش اثر پلتیه

وقتی یک جریان الکتریکی در طول یک مدار ترموکوپل جاری می‌شود، حرارت از یک سو خارج شده و به سوی دیگر جذب می‌شود. اثر پلتیه حضور گرما یا سرما در یک نقطه اتصال الکتریکی بین دو هادی است که در سال ۱۸۳۴ توسط فیزیکدان فرانسوی ژان شارل آتاناز پلتیه مشاهده شد. وقتی که جریان بین دو هادی A و B متصل به هم عبور می‌کند، حرارت در یک محل اتصال ممکن است ایجاد شده یا از یک محل اتصال رانده شود. حرارت پلتیه تولید شده در هر واحد زمانی برابر است با:
{\displaystyle {\dot {Q}}=(\Pi _{\text{A}}-\Pi _{\text{B}})I,}
در این فرمول، {\displaystyle \Pi _{\text{A}}} و {\displaystyle \Pi _{\text{B}}} ضرایت پلتیه رساناهای A و B هستند و {\displaystyle I} جریان الکتریکی است. کل حرارت ایجاد شده تنها توسط اثر پلتیه محاسبه نمی‌شود، بلکه این حرارت متأثر از گرمایش ژول و تأثیرات گرادیان حرارتی نیز هست.
ضرایب پلتیه بیانگر این هستند که هر واحد بار الکتریکی چه مقدار حرارت را حمل می‌کند. از آنجا که جریان بار الکتریکی باید در یک محل اتصال تداوم داشته باشد، جریان حرارت مرتبط با آن موجب یک ناپیوستگی می‌شود اگر {\displaystyle \Pi _{\text{A}}} و  {\displaystyle \Pi _{\text{B}}} متفاوت باشند. ارتباط نزدیک بین اثر سیبِک و پلتیه از ارتباط مستقیم بین ضرایب آن‌ها نیز مشخص است: {\displaystyle \Pi =TS}.
یک پمپ حرارتی معمول پلتیه، حاوی نقاط اتصال سری متعددی است که از آن جریان می‌گذرد. برخی از این نقاط با توجه به اثر پلتیه حرارت از دست می‌دهند، درحالی که نقاط دیگر حرارت دریافت می‌کنند. پمپ‌های حرارتی ترموالکتریک از این خاصیت بهره می‌برند، همان‌طور که خنک‌کننده ترموالکتریک در یخچال‌ها از این ویژگی استفاده می‌کنند.

## اثر تامسون
در مواد مختلف، ضریب سیبِک در دماهای مختلف یکسان نیست، و گرادیان فضایی در دما می‌تواند منجر به ایجاد گرادیان در ضریب سیبِک شود. حال اگر، جریانی وارد این گرادیان شود، اثر پلتیه به‌طور مداوم اتفاق می‌افتد. اثر تامسون در سال ۱۸۵۱ توسط ویلیام تامسون، نخستین بارون کلوین پیش‌بینی و مشاهده شد. این اثر سرمایش و گرمایش یک هادی حامل جریان را با گرادیان دما توصیف می‌کند.
اگر جریان {\displaystyle \mathbf {J} } از یک رسانای همگن عبور کند، اثر تامسون نرخ تولید گرما در واحد حجم را پیش‌بینی می‌کند:
{\displaystyle {\dot {q}}=-{\mathcal {K}}\mathbf {J} \cdot \nabla T,}
در این فرمول {\displaystyle \nabla T} گرادیان دما و {\displaystyle {\mathcal {K}}} ضریب اثر تامسون است. رابطه ضریب تامسون و ضریب سیبِک به صورت {\displaystyle {\mathcal {K}}=T{\tfrac {dS}{dT}}} است. در این رابطه از گرمایش ژول و هدایت حرارتی صرف نظر شده‌است.

## کاربردها

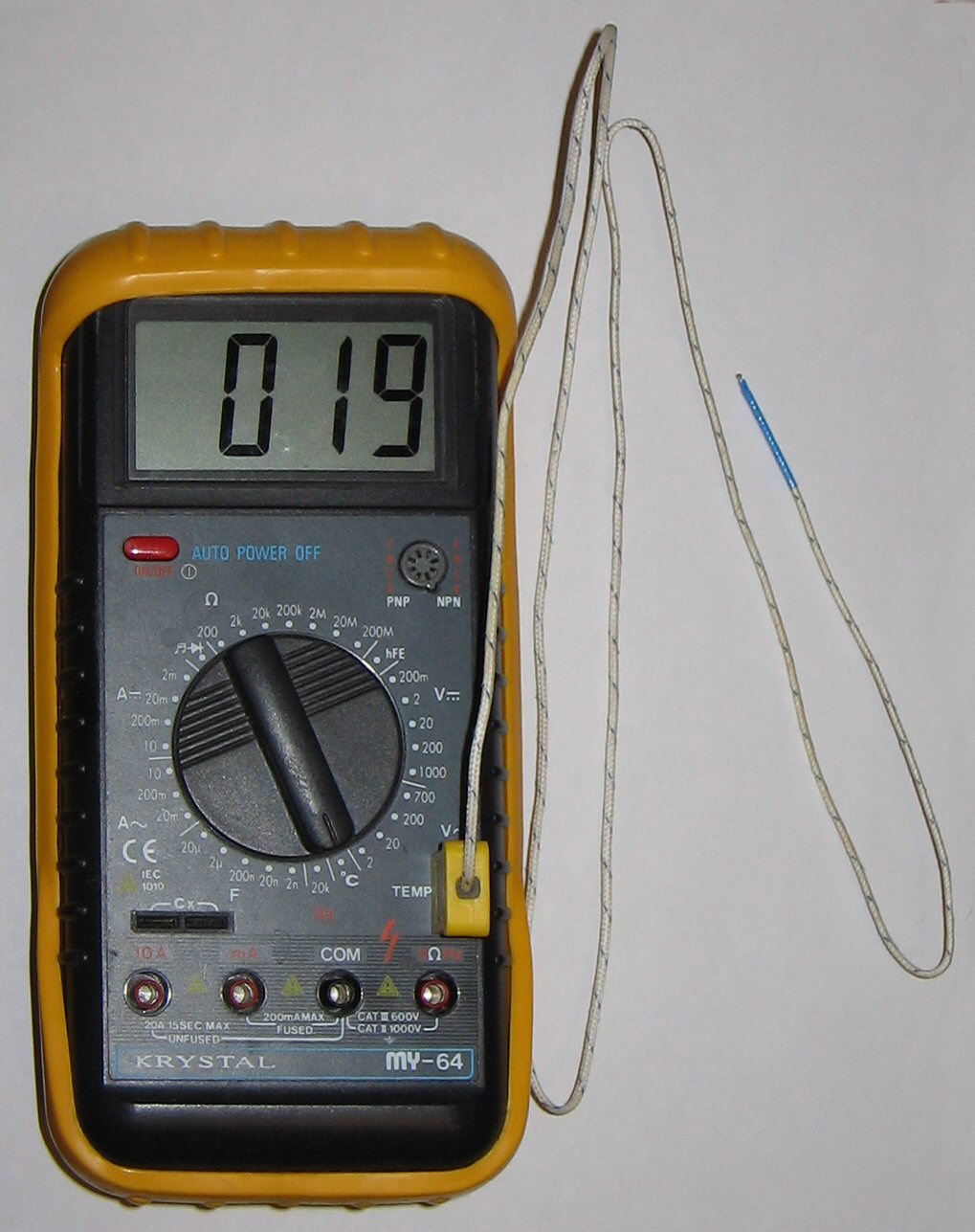
این تصویر یک مولتی‌متر دیجیتال را نشان می‌دهد که به یک ترموکوپل متصل است. مولتی‌مترها ابزاری الکترونیکی هستند که برای اندازه‌گیری پارامترهای مختلفی مانند ولتاژ، جریان و مقاومت استفاده می‌شوند. در اینجا، مولتی‌متر برای اندازه‌گیری دمایی که توسط ترموکوپل تولید می‌شود، استفاده شده است. ترموکوپل‌ها ابزارهایی هستند که از دو فلز مختلف ساخته شده و اثر ترموالکتریکی را برای اندازه‌گیری دما استفاده می‌کنند. اثر ترموالکتریکی به تغییرات دما و ولتاژ مرتبط است و به همین دلیل در کاربردهای مختلفی مانند صنایع، آزمایشگاه‌ها و سیستم‌های کنترل حرارت مورد استفاده قرار می‌گیرد.

### اثر پلتیه
اثر پلتیه می‌تواند در یخچال و فریزرها به جای استفاده از سیال‌های در گردش یا هرگونه قسمت متحرک به کار رود. چنین یخچال و فریزرهایی در کاربردهایی مفید هستند که مزایای آنها نسبت به راندمان بسیار پایین آنها ارجحیت دارد.

### اندازه‌گیری دما
ترموکوپل‌ها و ترموپایل‌ها دستگاه‌هایی هستند که از اثر سیبِک برای اندازه‌گیری اختلاف دمای بین دو جسم استفاده می‌کنند. ترموکوپل‌ها معمولاً برای اندازه‌گیری دمای بالا، حفظ دمای یک نقطه اتصال یا اندازه‌گیری آن استفاده می‌شوند. ترموپایل‌ها از مجموعه ای سِری از ترموکوپل‌ها تشکیل شده‌اند که برای اندازه‌گیری تغییرات دمایی بسیار جزیی مورد استفاده قرار می‌گیرند.